# Deutsch-zyprische Beziehungen
Deutschland und die Republik Zypern unterhalten seit dem 20. August 1960 diplomatische Beziehungen. Damit war die Bundesrepublik der fünfte Staat, der nach der Unabhängigkeitserklärung der Republik Zypern vom 16. August 1960 in den Dialog trat. 
Beide Staaten sind Mitglieder des Europarats, der Organisation für Sicherheit und Zusammenarbeit in Europa, der Europäischen Union und der Eurozone. Zypern gehört bis zur Lösung des Zypernkonflikts jedoch nicht zum Schengen-Raum.

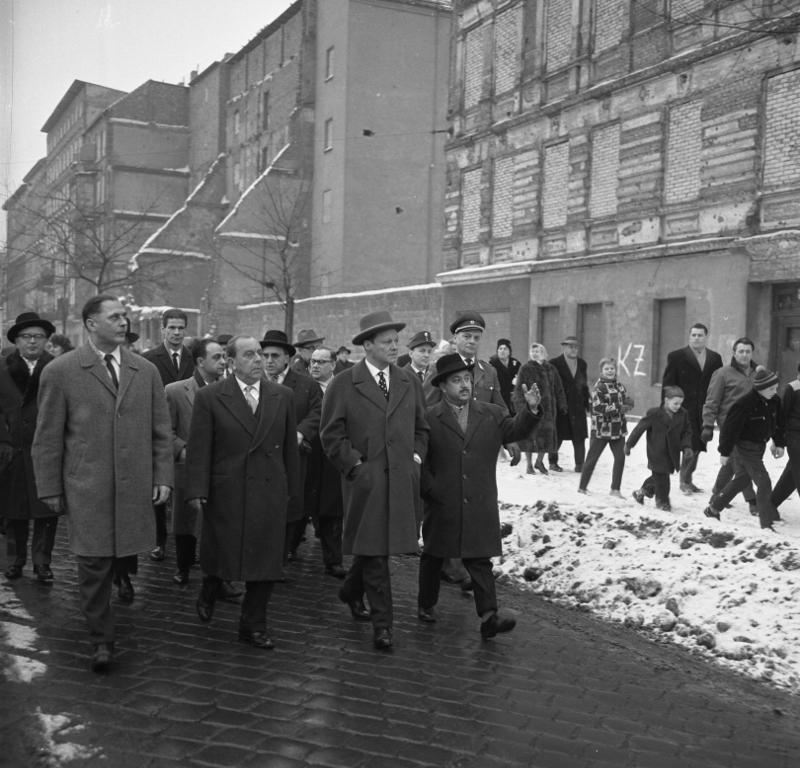
Fazıl Küçük 1963 mit Willy Brandt in Berlin

Deutschland betreibt eine Botschaft in Nikosia, ein Honorarkonsul ist in Limassol tätig. Die deutsche Auslandsvertretung wurde am 12. April 1955 als Konsulat eröffnet und ab 20. August 1960 von dem Botschafter Joseph Koenig geführt.
Die Republik Zypern unterhält eine Botschaft in Berlin und ein Generalkonsulat in Hamburg. Honorarkonsuln sind in Bonn, Frankfurt am Main und München aktiv.
Vom 11. bis 13. Februar 2024 besuchte Bundespräsident Frank-Walter Steinmeier und die Republik Zypern. Bei seinem Besuch führte der Bundespräsident politische Gespräche mit Staatspräsident Nikos Christodoulidis und Parlamentspräsidentin Annita Demetriou.

## Bedeutende Abkommen
- 1961: Handels- und Wirtschaftsabkommen
- 1967: Luftverkehrsabkommen
- 1974: Doppelbesteuerungsabkommen
- 1980: Abkommen über den grenzüberschreitenden Personen- und Güterverkehr
- 2004: Äquivalenzabkommen
- 2011: Abkommen zur Vermeidung der Doppelbesteuerung